# 進藤正勝
進藤 正勝（しんどう まさかつ、? – 寛永20年3月11日（1643年4月29日））は、備中国足守藩の家老。山の手杉原家初代当主。通称は長左衛門。子に杉原勝興。

## 生涯
足守藩主木下利房の継室永興院（進藤正次の娘）の親族であることから、元和3年（1617年）に木下家に召抱えられ、家老となる。（知行800石）
木下利当の代になると加増され、2万5000石の小藩で1250石という破格の大身となる。寛永20年（1643年）3月11日に病死した。